# Salares
Salares è un comune spagnolo di 203 abitanti situato nella comunità autonoma dell'Andalusia.